# Feuerwerkskörper

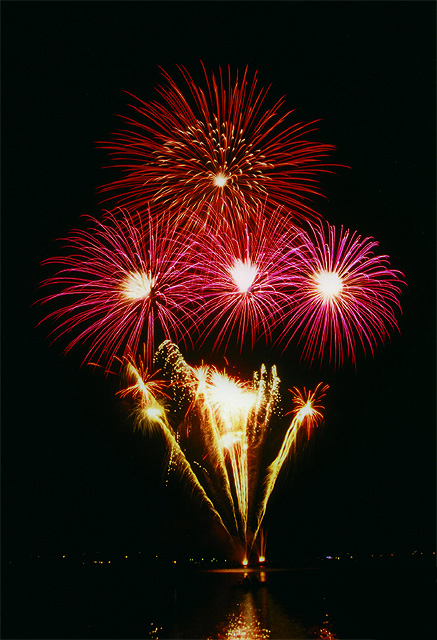
Feuerwerksbomben-Arrangement beim Kirschblütenfest in Hamburg

Als Feuerwerkskörper werden pyrotechnische Gegenstände bezeichnet, die für Feuerwerks-Zwecke dienen. Nicht zu den Feuerwerkskörpern gerechnet werden pyrotechnische Gegenstände, die als Notsignale (Signalrakete), für den militärischen Einsatz (Gefechtsfeldbeleuchtung) oder für technische Experimente dienen.

## Typen von Feuerwerkskörpern

### Höhenfeuerwerk
Effekt mit Steighöhen zwischen mehreren Dutzend und einigen Hundert Metern. Im Himmel explodieren solche Höhenfeuerwerkskörper – bedingt durch eine Zerlegerladung – und werfen ihre Effekte aus (z. B. Leuchtsterne, Heuler, Saluts, Cracklingsterne).

#### Effektkörper mit passivem Aufstieg

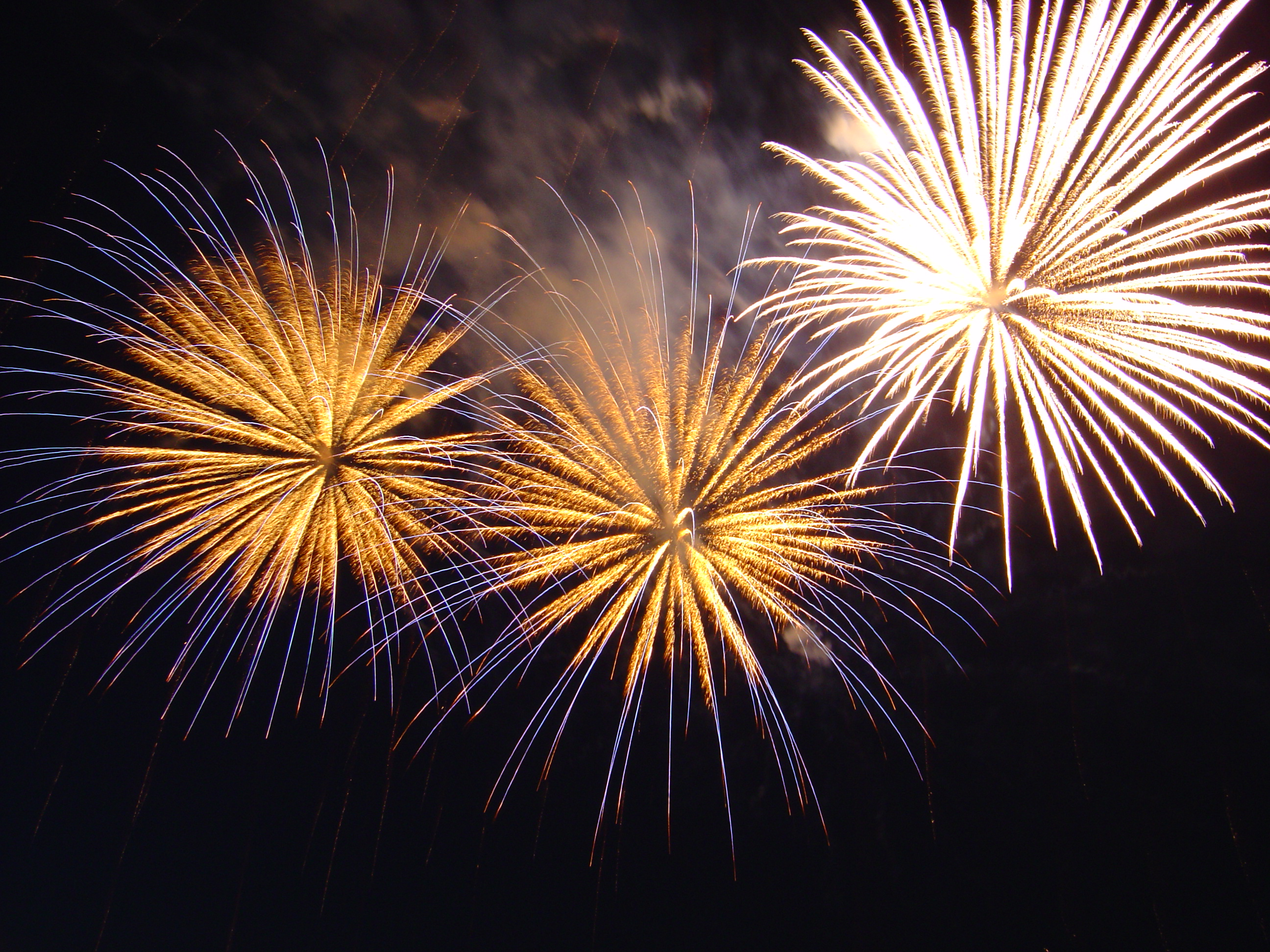
Peonien mit Farbwechsel (Bratislava)

Schematischer Aufbau einer Kugelbombe in einem Mörser

Effektkörper, die in den Himmel geschossen werden (Bomben usw.), werden im Allgemeinen durch eine Ausstoßladung in Form von gekörntem Feuerwerksschwarzpulver aus Rohren (Mörsern) geschossen:
- Kugelbombe,[1] ein kugelförmiges Geschoss; sie ist die Standardbauform für Feuerwerkskörper asiatischer Herkunft
- Zylinderbombe, zylinderförmige Bomben, die durch ihre Form bei gleichem Kaliber mehr Effektmasse beinhalten können als Kugelbomben. Für Mehrschlagbomben, bei denen mehrere Effekte meist nacheinander gezündet werden, ist die Bauform ideal.
- Bombette, ein kleiner Effekt, der in größerer Anzahl in einem Gesamteffekt verbaut ist

Die Form des eigentlichen Effekts ist dabei aber von der Bauform des Körpers unabhängig. Zylinderbomben erzeugen auch durchaus runde Effekte („Chrysantheme“, „Päonie (Peonie)“), Kugelbomben erzeugen etwa auch Ringe (Ringbombe, „Saturn“) oder Figuren wie „Schmetterling“, „Smiley“ oder „Herz“, wie auch die folgenden:
- Eine „Trauerweide“, insbesondere aber die japanische Kamuro oder „Crown“, „Diadem“, „Spinne“, „Polyp“ und anderes bezeichnet einen besonders langziehenden Effekt, der erst einige Sekunden nach der Zerlegung ausbrennt und daher weit herunterfällt. Kamuros in Gold sind die klassischen Finalschüsse.
- „Komet“, „Palme“ oder ähnliches sind Effekte, die schon beim Aufstieg eine Leuchtspur hinterlassen (aufsteigender Effekt). Dieser zusätzliche Leuchtsatz wird gleichzeitig mit der Treibladung gezündet.
- Blitzknall, „Salut“, eine Bombe mit Blitzknallsatz, die hauptsächlich Lärm erzeugt. Der typische Eröffnungs- und Abschluss-Schuss. Einen besonderen Ruf haben dabei italienische und spanische Saluts.

#### Effektkörper mit Eigenantrieb
Effektkörper mit Eigenantrieb haben einen nach und nach abbrennenden Treibsatz: Die Rakete wird gezündet, für einen bestimmten Zeitraum verschafft die Treibladung der Rakete Schub. Danach steigt die Rakete lediglich durch ihre Trägheit weiter. Die Treibladung besteht aus einer schwarzpulverähnlichen Mischung. Kurze Zeit später setzt ein Verzögerungssatz die Ausstoßladung frei, welche die Effekte entzündet und auseinandertreibt. Beispiele:
- Feuerwerksraketen
- Ein Luftheuler ist ein Feuerwerkskörper, der nach dem Anzünden unter Erzeugung eines lauten Heultones abbrennt und sich durch den Rückstoß fortbewegt. In Deutschland ist dieser Feuerwerkskörper wegen seines unkontrollierten Flugs seit dem 1. Juli 2008 verboten.

### Bodenfeuerwerk

Schematischer Aufbau eines Vulkans
Schematischer Aufbau einer Sonne mit vier Effekten
Schematischer Aufbau einer Sonne mit Effektenladung im Papierschlauch

Zu den auf dem Boden stehenden oder fest verankerten Feuerwerkskörper werden gezählt:
- Fontänen und Vulkane (in der Schweiz auch Zuckerstock[2][3] genannt) sprühen Funken und/oder kleine Sterne nach oben. Die Effekthöhe variiert zwischen zehn Zentimetern und mehreren Metern. Als Wasserfallfontäne werden sie, mit der Düse nach unten an waagrechten Drähten etc. befestigt; ohne Düse fällt dann ein Vorhang silberner Funken zu Boden.
- Eine Sonne ist ein Rad, das durch den Rückstoß von Antriebskörpern, meist verbunden mit Funkeneffekt wie bei Fontänen, an einem Stab zum Drehen gebracht wird.
- Bengaltöpfe: kleine Standgeräte, die Bengalisches Licht (z. B. zu Illuminationszwecken) produzieren. Übliche Farben sind rot, grün, gelb oder blau/violett.

### Mischformen von Boden- und Höhenfeuerwerk
Feuerwerkskörper, die ihre Effekte nach oben in die Luft ausstoßen, wobei diese nicht erst in der Höhe in Erscheinung treten:
- Feuertopf: Effekt, der lose Effekte direkt ausstößt; diese bilden eine Säule.
- Schweifrohr, Kometenrohr: Einzelner Effekt als reiner Aufstieg.
- Batterie (Cakebox), eine kartonierte Packung aus verschiedenen Effekten mit einem Zünder, manchmal auch mit anderen Effekten wie Fontänen vereinigt. In der umfangreichsten Variante, bei der auf einem Brett mehrere Batterien befestigt und miteinander verleitet sind, als Verbundfeuerwerk, Batterieverbund oder Fertigfeuerwerk bezeichnet.

### Licht-, Rauch- und Pfeifeffekte
- Römisches Licht, Bombenrohr
- Bengalisches Feuer (Bengalisches Licht), oft in Form von Bengalfackeln
- Signalraketen, in einer Sonderform als Fallschirmsignalrakete
- Rauchpulver, Rauchbälle

Die verschiedenen Effekte beruhen – neben der mechanischen Konstruktion des Körpers – auf den Zusammensetzungen der verwendeten Effektsätze (Leucht- und Leuchteffektsatz, Rauch-, Pfeifsatz).

### Reine Knalleffekte
- Ein Kanonenschlag ist ein Feuerwerkskörper, der in seiner zylindrischen Variante aus losem, in eine Papphülse verpackten Schwarzpulver besteht und eine Bickford-Pulveranzündschnur (eine Variante der Sicherheitsanzündschnur) mit Schwarzpulverkopf besitzt. Daneben gibt es kubische Kanonenschläge, die außen würfelförmig mit einer verdämmten Schnur zusammengehalten sind. Ein Kanonenschlag zerlegt sich mit lautem Knall, meist ohne besondere Lichteffekte. Kanonenschläge werden mittlerweile zum großen Teil in China produziert.
- Reibkopfknaller, auch Schweizer Kracher, Pirat, Schwärmer: ein zumeist ungefähr zigarettengroßer Einzelknall mit Reibkopf, anzuzünden an speziellen Reibbrettern oder der Reibefläche einer Streichholzschachtel.
- chinesische Knatterschnur: kleine Knallsätze in einer langen, dünnen Seidenpapierhülle. Sie brennt in einer schnellen Serie mittellauter Knalle mit etwa 1 m/min ab; sie heißt bei uns so, weil sie für das Chinesische Neujahrsfest typisch ist.
- Ein Knallfrosch ist ein Feuerwerkskörper, der aus mehreren Effektsätzen besteht, die im Laufe der Zeit abbrennen. Ein Knallfrosch macht hierbei hüpfende Bewegungen, woher der Name stammt.
- Knallteppiche, Knallketten, Teppichkracher oder Lady-Cracker sowie Zisselmänner bewirken viele einzelne Knalleffekte, die durch eine Zündschnur verbunden sind, welche nach einmaligem Anzünden der Reihe nach die einzelnen Knalleffekte schnell hintereinander explodieren lässt.

### Feuerwerksscherzartikel und -spielwaren
- Zimmerfeuerwerkskörper können und dürfen in geschlossenen Räumen verwendet werden: Knallbonbons, Tischfeuerwerk oder Wunderkerzen.
- Knallerbsen, Knallziehschnüre, Cracklingbälle lösen Knalleffekte aus; Kleinstfontänen-, Kleinstvulkane, Gold- bzw. Silberregen usw. lösen Leuchteffekte aus.

## Transport von Feuerwerkskörpern
Feuerwerkskörper sind Gefahrgut der Klasse 1 (Explosive Stoffe), daher sollte man beachten, dass für den Transport auf der Straße je nach Typ ab einer bestimmten Menge ein ADR-Schein, sowie eine Gefahrgutausrüstung erforderlich wird. Zusätzlich sind Großzettel (8.1.3 i. V. 5.3.1.5 ADR) an beiden Längsseiten und hinten am befördernden Fahrzeug anzubringen (ausgenommen Unterklasse 1.4S) und es dürfen keine Fahrgäste mitgenommen werden. Bei Feuerwerkskörpern der Gefahrgutklasse 1.3G (UN-Nr. 0335) kann die Grenzmenge von 20 kg schnell erreicht werden. Die Gefahrgutklasse und die Nettoexplosivstoffmenge müssen auf der Verpackung von Feuerwerkskörpern angegeben sein.
ADR-Vorschrift 8.5 „Rauchen sowie die Verwendung von Feuer und offenem Licht ist auf Fahrzeugen, die Stoffe und Gegenstände der Klasse 1 befördern, in ihrer Nähe sowie beim Beladen und Entladen dieser Stoffe und Gegenstände verboten.“ Seit ADR 2015 gilt zusätzlich „Das Rauchverbot gilt auch für die Verwendung elektronischer Zigaretten und ähnlicher Geräte“.
Die Mitnahme von Feuerwerkskörpern in öffentlichen Verkehrsmitteln ist ausnahmslos verboten.